# Спивак, Мария Викторовна
Мари́я Ви́кторовна Спива́к (26 октября 1962, Москва — 20 июля 2018, там же) — российская переводчица и писательница.

## Биография
Окончила МИИТ, по образованию инженер-математик, некоторое время работала по специальности. По собственным словам, переводила научные тексты для Академии наук, работала менеджером в организации, торговавшей компьютерами и программным обеспечением. В качестве хобби переводила книги для своих друзей, в том числе роман Дугласа Адамса «Автостопом по Галактике». Потеряв в 1998 году основную работу, сфокусировалась на переводах.
По собственному заявлению, познакомилась с книгами Джоан Роулинг о Гарри Поттере в 2000 году. Первые четыре книги были переведены с 2000 по 2002 год и опубликованы на сайте НИИ «Гарри Поттер». В 2001 году Мария попала в шорт-лист номинантов премии «Малый Букер» в категории «За лучший перевод с английского языка». С конца 2002 года после письма правообладателей Мария Спивак перестала переводить книги Роулинг под своей фамилией. Книги: «Гарри Поттер и Орден Феникса», «Гарри Поттер и Принц-полукровка» — были переведены под псевдонимом Эм. Тасамая.
В 2013 году с Марией связались представители издательской группы «Азбука-Аттикус», которая приобрела права на издание «Гарри Поттера» в России, и предложили издать её переводы. Редактором «нового семикнижия» стала Анастасия Грызунова, высоко оценившая выбранный издательством перевод. 15 апреля 2015 года был издан перевод «Гарри Поттер и Дары Смерти», который ранее не выкладывался в сеть. Новый официальный перевод семикнижия был воспринят неоднозначно.
В 2016 году в переводе Марии Спивак была опубликована новая книга Джоан Роулинг «Гарри Поттер и Проклятое дитя».
Автор двух романов «Год чёрной луны» и «A World Elsewhere» (написан на английском языке) и сборника рассказов «Скрижали Завета и всяческая суета сует». 9 июня 2009 года на ежегодной премии «Единорог и Лев» за лучший перевод современной британской и ирландской литературы на русский язык Мария Спивак была удостоена второго места в номинации «проза» за перевод романа Николаса Дрейсона «Книга птиц Восточной Африки».
Мария Спивак скончалась 20 июля 2018 года. По некоторым данным, причиной смерти стала опухоль головного мозга. Похоронена на Введенском кладбище в Москве (уч. 10).

## Работы
Собственные произведения
- «Год чёрной луны» (2009; 352 с., 5000 экз., ISBN 5-86471-465-2)[17][18]
- A World Elsewhere — написан на английском языке (ISBN 978-1-908481-75-7)
- «Скрижали Завета и всяческая суета сует» (978-5-9216-2271-5)
- «Чёрная магия с полным её разоблачением» — не опубликован
- «Твари, подобные Богу. Быль» — не опубликован

Изданные переводы
- Mартин Бедфорд «Работа над ошибками» (ISBN 5-699-05383-2)
- Сьюзен Зонтаг «Поклонник Везувия» (ISBN 5-699-05159-7)
- Том Шарп «Уилт незнамо где» (ISBN 5-699-08409-6)
- Дебра Кент «Как опасно быть женой» (ISBN 978-5-389-04384-8)
- Николас Дрейсон «Книга птиц Восточной Африки» (ISBN 978-5-86471-466-9)[19]
- Элисон Лури «Правда о Лорин Джонс» (ISBN 5-86471-397-X)
- Ким Эдвардс «Дочь хранителя тайны» (ISBN 5-86471-437-9)
- Маргарет Этвуд «Мадам Оракул» (ISBN 5-699-13723-8)
- Кэти Летт «Любовь и верность до гроба» (ISBN 5-86471-480-5)
- Мэри Энн Шеффер и Энни Бэрроуз «Клуб любителей книг и пирогов из картофельных очистков» (ISBN 978-5-86471-522-2)
- Джон Бойн Мальчик на вершине горы (ISBN 978-5-86471-716-5)
- Роулинг Дж. Гарри Поттер и философский камень (ISBN 978-5-389-07435-4)
- Роулинг Дж. Гарри Поттер и Тайная комната (ISBN 978-5-389-07781-2)
- Роулинг Дж. Гарри Поттер и узник Азкабана (ISBN 978-5-389-07788-1)
- Роулинг Дж. Гарри Поттер и Кубок огня (ISBN 978-5-389-07789-8)
- Роулинг Дж. Гарри Поттер и Орден Феникса (ISBN 978-5-389-07790-4)
- Роулинг Дж. Гарри Поттер и Принц-полукровка (ISBN 978-5-389-07791-1)
- Роулинг Дж. Гарри Поттер и Дары Смерти (ISBN 978-5-389-07792-8)
- Роулинг Дж., Джек Торн, Джон Тиффани Гарри Поттер и проклятое дитя (ISBN 978-5-389-12042-6)
- Роулинг Дж. Фантастические твари и где они обитают (ISBN 978-5-389-08425-4)
- Роулинг Дж. Квидиш сквозь века (ISBN 978-5-389-08426-1)
- Роулинг Дж. Сказки барда Бидля (ISBN 978-5-389-08424-7)

Неизданные переводы
- Дуглас Адамс «Путеводитель „Автостопом по Галактике“»
- Дуглас Адамс «Ресторан „У конца света“»
- Отрывки из книги Хелен Филдинг «Дневник Бриджет Джонс»